# Lambis robusta
Lambis robusta (nomeada, em inglês, False Scorpion conch por sua similaridade com Lambis scorpius, a Scorpion conch; motivo que fez também Lamarck denominá-la Pterocera pseudoscorpio) é uma espécie de molusco gastrópode marinho pertencente à família Strombidae. Foi classificada por William John Swainson em 1821, nomeada Pterocera robusta; sendo encontrada no oceano Pacífico, endêmica do arquipélago da Sociedade, na Polinésia Francesa.

## Descrição da concha
Conchas chegando de 10 a até 20 centímetros de comprimento, quando desenvolvidas. Embora similares a Lambis scorpius, elas não são caracterizadas pela presença de projeções com formas muito onduladas, das quais a terceira e a quarta geralmente têm uma base comum, na borda de seu lábio externo; com o canal sifonal alongado e pouco curvando-se em direção à abertura. Apresenta grossas cordas espirais, enrugadas e espaçadas, na superfície de sua volta final.

## Etimologia derobusta
A etimologia de robusta está relacionada à sua comparação com a espécie scorpius, justamente por ter uma concha mais robusta (de estrutura física mais forte do que a desta última espécie citada).

## Habitat e hábitos
Lambis robusta ocorre em águas rasas, perto da costa, e em habitats bentônicos e de substratos sedimentares.